# John Canton
John Canton (Stroud, 31 de juliol de 1718 - Londres, 22 de març de 1772), va ser un físic anglès.
Canton va néixer a Middle Street Stroud, Gloucestershire, fill del teixidor John Canton (nascut en 1687) i Esther. A l'edat de dinou anys, sota els auspicis del Dr. Henry Miles, va ser nomenat assistent de Samuel Watkins, mestre d'una escola en Spital Square, Londres, de qui al final seria soci. El 1750 va llegir un article davant la Royal Society sobre un mètode per a crear imants artificials, que li va procurar l'elecció com a membre de la mateixa i la prestigiosa Medalla Copley. Va ser el primer a Anglaterra a verificar les hipòtesis de Benjamin Franklin sobre la llum i l'electricitat i va fer nombrosos descobriments elèctrics d'importància.
Els anys 1762 i 1764 va publicar experiments refutant la teoria de l'Acadèmia de Florència, en aquest temps generalment acceptada, que l'aigua era incompressible i el 1768 va descriure la preparació mitjançant la crema de petxines amb sulfurs d'un material fosforescent que va ser conegut com el fòsfor de Canton. Les seves recerques van ser dutes a terme sense deixar la seva vida com a mestre. Va morir a Londres als 53 anys.
Va rebre nombroses cartes de Thomas Bayes que van ser més tard publicades per la Royal Society.